# Палата (Таранто)
Палата (итал. Palata) је насеље у Италији у округу Таранто, региону Апулија.
Према процени из 2011. у насељу је живело 28 становника. Насеље се налази на надморској висини од 39 м.